# Tamara Vučić
Tamara Vučić, Тамара Вучић właśc. Tamara Đukanović (ur. 11 kwietnia 1981 w Belgradzie) – żona prezydenta Serbii Aleksandra Vučicia. Pierwsza dama od 2017 roku.

## Życiorys
Urodziła się w Belgradzie, ale dzieciństwo spędziła w Loznicy, gdzie ukończyła szkołę średnią. Studiowała na wydziale filologicznym Uniwersytetu Belgradzkiego, a następnie w Akademii Dyplomacji przy MSZ. Początkowo pracowała jako dziennikarka telewizyjna, a od 2010 w ministerstwie spraw zagranicznych na stanowisku doradcy.
14 grudnia 2013 poślubiła ówczesnego wicepremiera Serbii Aleksandara Vučicia (jest jego drugą żoną). W czerwcu 2017 urodziła syna Vukana.